# فیلم زندگی‌نامه‌ای

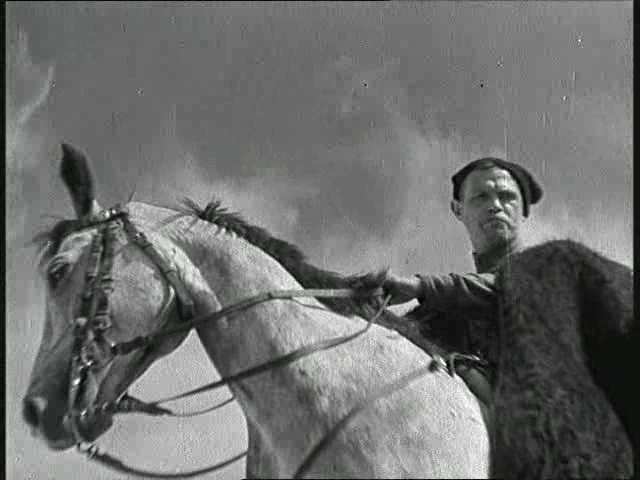
چاپایف سوار بر اسب (قاب از فیلم "چاپایف").

فیلم زندگینامه‌ای یا بیوگرافی (انگلیسی: Biographical film) گونه‌ای از فیلم است که در آن زندگی‌نامه فرد یا افرادی حقیقی به تصویر کشیده می‌شود. در این فیلم‌ها رعایت سال‌شمار و روزشمار زندگی اشخاص اهمیت ویژه‌ای دارد. در این فیلم‌ها اغلب از نام اماکن و اشخاص واقعی برای نامگذاری بازیگرها و مکان‌های فیلمبرداری استفاده می‌شود. ساخت فیلم‌های زندگی‌نامه‌ای از همان اوایل شکل‌گیری صنعت سینما رواج یافت.